# Маковеев, Андрей Александрович
Андре́й Алекса́ндрович Макове́ев (род. 16 октября 1982, пос. Усть-Юган, Нефтеюганский район, Ханты-Мансийский АО) — российский биатлонист. Мастер спорта России международного класса, пятикратный победитель Универсиады, восьмикратный чемпион России. Завершил карьеру в 2014 году.
Имеет высшее юридическое образование.

## Спортивные достижения
Чемпион Европы среди юниоров (2002). Чемпион России (2004) в командной гонке на 10 км и в эстафете 4х7,5 км. Серебряный (2005 — эстафета 4х7,5 км) и бронзовый (2003 — гонка патрулей на 25 км, 2005 — индивидуальная гонка на 20 км) призёр чемпионата России. Победитель Всемирной универсиады-2005 (Инсбрук) в спринте на 10 км и в гонке преследования на 12,5 км. Трёхкратный чемпион Всемирной Универсиады-2007 в Турине.

### Карьера в Кубке IBU
- В Кубке IBU дебютировал в январе 2005 года на этапе в Гармиш-Партенкирхене — 8 место в индивидуальной гонке[2].
- В сезоне 2009—2010 участвовал в Кубке IBU и с 410 очками стал 7-м в общем зачёте.
- 3 место в спринте в Гармиш-Патенкирхере

### Карьера в Кубке мира
- В Кубке мира дебютировал 21 января 2005 года в спринтерской гонке на этапе в итальянском Антхольце — 46-е место[3].
- Первое попадание в очковую зону было 16 марта 2006 года в спринтерской гонке на этапе кубка мира в финском Контиолахти — 23-е место.
- Первое вхождение в десятку было 23 марта 2006 года в спринтерской гонке на этапе кубка мира в норвежском Хольменколлене — 10-е место
- Первое попадание на подиум было 15 марта 2007 года в спринтерской гонке на этапе кубка мира в Ханты-Мансийске — 3-е место.
- Дебют в эстафетной гонке состоялся 16 декабря 2007 года в Поклюке. Маковеев, заменив временно отстраненного IBU от соревнований из-за повышенного уровня гемоглобина Ивана Черезова[4], внес вклад в победу команды, показав лучшее время на своем этапе[5].
- 6 марта 2008 года занял 3-е место в спринтерской гонке на этапе кубка мира в Ханты-Мансийске
- 8 марта 2008 года занял 3-е место в гонке преследования на этапе кубка мира в Ханты-Мансийске
- Во время спринта на чемпионате мира 2011 года Андрей Маковеев закрыл все 10 мишеней, кроме него десять мишеней закрыл только британец Марсель Лапондер.
- После трех сезонов без подиумов, 9 декабря 2011 года в спринтерской гонке на втором этапе в Хохфильцене занял 2-е место.
- Первую победу в карьере одержал в чешском Нове-Место-на-Мораве 12 января 2012 года в индивидуальной гонке
- 12 января 2013 года занял 3-е место в спринтерской гонке 5-го этапа Кубка мира в Рупольдинге.

Итоговое место в общем зачёте кубка мира:
- 2004/2005 — принимал участие в трех гонках, но очков не набрал.
- 2005/2006 — 52 место (57 очков)
- 2006/2007 — 43 место (62 очка)
- 2007/2008 — 20 место (307 очков)
- 2008/2009 — 28 место (311 очков)
- 2009/2010 — принимал участие только в одной гонке (спринт, Ханты-Мансийск), но очков не набрал, заняв 49 место.
- 2010/2011 — 21 место (386 очков)
- 2011/2012 — 11 место (601 очко)
- 2012/2013 — 26 место (365 очков)

## Сводная статистика

### Результаты выступлений в Кубке мира
На счету Андрея Маковеева 10 призовых мест на этапах Кубка мира, в том числе 7 — в личных гонках:
| #  | Дата            | Место                | Вид          | Стрельба |
| -- | --------------- | -------------------- | ------------ | -------- |
| 1. | 16 декабря 2007 | Поклюка              | Эстафета     | 0+0 0+0  |
| 2. | 12 января 2012  | Нове-Место-на-Мораве | Индив. гонка | 0+0+0+0  |

| #  | Дата            | Место      | Вид      | Стрельба | Сек   | Победитель         |
| -- | --------------- | ---------- | -------- | -------- | ----- | ------------------ |
| 1. | 9 декабря 2011  | Хохфильцен | Спринт   | 0+0      | +9,2  | Карл Йохан Бергман |
| 2. | 11 декабря 2011 | Хохфильцен | Эстафета | 0+0 0+1  | +13,9 | Норвегия           |

| #  | Дата           | Место          | Вид      | Стрельба | Сек   | Победитель           |
| -- | -------------- | -------------- | -------- | -------- | ----- | -------------------- |
| 1. | 15 марта 2007  | Ханты-Мансийск | Спринт   | 0+0      | +13,4 | Михаэль Рёш          |
| 2. | 7 декабря 2007 | Хохфильцен     | Спринт   | 1+1      | +51,0 | Дмитрий Ярошенко     |
| 3. | 6 марта 2008   | Ханты-Мансийск | Спринт   | 0+1      | +32,5 | Уле Эйнар Бьёрндален |
| 4. | 8 марта 2008   | Ханты-Мансийск | Преслед. | 0+0+1+2  | +23,1 | Эмиль Хегле Свендсен |
| 5. | 9 декабря 2012 | Хохфильцен     | Эстафета | 0+1 0+3  | +46,6 | Норвегия             |
| 6. | 12 января 2013 | Рупольдинг     | Спринт   | 0+0      | +33,0 | Мартен Фуркад        |

| Результат              | Инд | Спр | Пр | МС | Всего | Эст | См | Всего |
| ---------------------- | --- | --- | -- | -- | ----- | --- | -- | ----- |
| 1 место                | 1   | 0   | 0  | 0  | 1     | 1   | 0  | 1     |
| 2 место                | 0   | 1   | 0  | 0  | 1     | 1   | 0  | 1     |
| 3 место                | 0   | 4   | 1  | 0  | 5     | 1   | 0  | 1     |
| Финиш в 10-ке          | 1   | 13  | 4  | 5  | 22    | 7   | 2  | 9     |
| Финиш в очках          | 5   | 39  | 27 | 17 | 88    | 7   | 2  | 9     |
| Вне очков              | 5   | 16  | 9  | 0  | 30    | 0   | 0  | 0     |
| Старты                 | 10  | 55  | 36 | 17 | 118   | 7   | 2  | 9     |
| после сезона 2012/2013 |     |     |    |    |       |     |    |       |

| 2013/2014 Итоги | 2013/2014 Итоги | Эстерсунд | Эстерсунд | Эстерсунд | Эстерсунд | Хохфильцен | Хохфильцен | Хохфильцен | Анси | Анси | Анси | Оберхоф | Оберхоф | Оберхоф | Рупольдинг | Рупольдинг | Рупольдинг | Антхольц | Антхольц | Антхольц | Зимние Олимпийские Игры | Зимние Олимпийские Игры | Зимние Олимпийские Игры | Зимние Олимпийские Игры | Зимние Олимпийские Игры | Зимние Олимпийские Игры | Поклюка | Поклюка | Поклюка | Контиолахти | Контиолахти | Контиолахти | Хольменколлен | Хольменколлен | Хольменколлен |
| Очков           | Место           | См        | Инд       | Спр       | Пр        | Спр        | Эст        | Пр         | Эст  | Спр  | Пр   | Спр     | Пр      | МС      | Эст        | Инд        | Пр         | Спр      | Пр       | Эст      | См                      | Спр                     | Пр                      | Инд                     | Эст                     | МС                      | Спр     | Пр      | МС      | Спр         | Спр         | Пр          | Спр           | Пр            | МС            |
| 18              | 82              | —         | —         | —         | —         | —          | —          | —          | —    | —    | —    | —       | —       | —       | —          | —          | —          | 49       | 23       | 8        | —                       | —                       | —                       | —                       | —                       | —                       | —       | —       | —       | —           | —           | —           | —             | —             | —             |

| 2012/2013 Итоги | 2012/2013 Итоги | Эстерсунд | Эстерсунд | Эстерсунд | Эстерсунд | Хохфильцен | Хохфильцен | Хохфильцен | Поклюка | Поклюка | Поклюка | Оберхоф | Оберхоф | Оберхоф | Рупольдинг | Рупольдинг | Рупольдинг | Антхольц | Антхольц | Антхольц | ЧМ Нове-Место | ЧМ Нове-Место | ЧМ Нове-Место | ЧМ Нове-Место | ЧМ Нове-Место | ЧМ Нове-Место | Хольменколлен | Хольменколлен | Хольменколлен | Сочи | Сочи | Сочи | Ханты-Мансийск | Ханты-Мансийск | Ханты-Мансийск |
| Очков           | Место           | См        | Инд       | Спр       | Пр        | Спр        | Пр         | Эст        | Спр     | Пр      | МС      | Эст     | Спр     | Пр      | Эст        | Спр        | МС         | Спр      | Пр       | Эст      | См            | Спр           | Пр            | Инд           | Эст           | МС            | Спр           | Пр            | МС            | Инд  | Спр  | Эст  | Спр            | Пр             | МС             |
| 365             | 26              | —         | 36        | 40        | 24        | 6          | 12         | 3          | 27      | 45      | 26      | —       | 18      | 21      | 5          | 3          | 29         | 21       | 10       | —        | —             | —             | —             | 56            | —             | —             | 45            | 30            | 5             | —    | —    | —    | 23             | 29             | 30             |

| 2011/2012 Итоги | 2011/2012 Итоги | Эстерсунд | Эстерсунд | Эстерсунд | Хохфильцен | Хохфильцен | Хохфильцен | Хохфильцен | Хохфильцен | Хохфильцен | Оберхоф | Оберхоф | Оберхоф | Нове-Место | Нове-Место | Нове-Место | Антхольц | Антхольц | Антхольц | Хольменколлен | Хольменколлен | Хольменколлен | Контиолахти | Контиолахти | Контиолахти | ЧМ Рупольдинг | ЧМ Рупольдинг | ЧМ Рупольдинг | ЧМ Рупольдинг | ЧМ Рупольдинг | ЧМ Рупольдинг | Ханты-Мансийск | Ханты-Мансийск | Ханты-Мансийск |
| Очков           | Место           | Инд       | Спр       | Пр        | Спр        | Пр         | Эст        | Спр        | Пр         | См         | Эст     | Спр     | МС      | Инд        | Спр        | Пр         | Спр      | МС       | Эст      | Спр           | Пр            | МС            | Спр         | Пр          | См          | См            | Спр           | Пр            | Инд           | Эст           | МС            | Спр            | Пр             | МС             |
| 601             | 11              | 20        | 47        | 28        | 2          | 11         | 2          | 17         | 13         | —          | —       | 5       | 12      | 1          | 5          | 10         | 13       | 23       | 4        | 23            | DNS           | —             | 15          | 13          | 4           | —             | 33            | 19            | -             | 6             | 28            | 18             | 16             | 19             |

| 2010/2011 Итоги | 2010/2011 Итоги | Эстерсунд | Эстерсунд | Эстерсунд | Хохфильцен | Хохфильцен | Хохфильцен | Поклюка | Поклюка | Поклюка | Оберхоф | Оберхоф | Оберхоф | Рупольдинг | Рупольдинг | Рупольдинг | Антхольц | Антхольц | Антхольц | Преск-Айл | Преск-Айл | Преск-Айл | Форт-Кент | Форт-Кент | Форт-Кент | ЧМ Ханты-Мансийск | ЧМ Ханты-Мансийск | ЧМ Ханты-Мансийск | ЧМ Ханты-Мансийск | ЧМ Ханты-Мансийск | ЧМ Ханты-Мансийск | Хольменколлен | Хольменколлен | Хольменколлен |
| Очков           | Место           | Инд       | Спр       | Пр        | Спр        | Пр         | Эст        | Инд     | Спр     | См      | Эст     | Спр     | МС      | Инд        | Спр        | Пр         | Спр      | МС       | Эст      | Спр       | См        | Пр        | Спр       | Пр        | МС        | См                | Спр               | Пр                | Инд               | Эст               | МС                | Спр           | Пр            | МС            |
| 386             | 21              | —         | —         | —         | —          | —          | —          | 79      | 9       | —       | —       | 5       | 6       | 45         | 22         | 10         | 42       | —        | 4        | 19        | —         | 33        | 17        | 14        | 19        | —                 | 4                 | 17                | —                 | —                 | 7                 | 42            | DNS           | 21            |

| 2009/2010 Итоги | 2009/2010 Итоги | Эстерсунд | Эстерсунд | Эстерсунд | Хохфильцен | Хохфильцен | Хохфильцен | Поклюка | Поклюка | Поклюка | Оберхоф | Оберхоф | Оберхоф | Рупольдинг | Рупольдинг | Рупольдинг | Антхольц | Антхольц | Антхольц | ОИ Ванкувер | ОИ Ванкувер | ОИ Ванкувер | ОИ Ванкувер | ОИ Ванкувер | Контиолахти | Контиолахти | Контиолахти | Хольменколлен | Хольменколлен | Хольменколлен | Ханты-Мансийск | Ханты-Мансийск | Ханты-Мансийск |
| Очков           | Место           | Инд       | Спр       | Эст       | Спр        | Пр         | Эст        | Инд     | Спр     | Пр      | Эст     | Спр     | МС      | Спр        | МС         | Эст        | Инд      | Спр      | Пр       | Спр         | Пр          | Инд         | МС          | Эст         | См          | Спр         | Пр          | Спр           | Пр            | МС            | Спр            | МС             | См             |
| 0               | —               | —         | —         | —         | —          | —          | —          | —       | —       | —       | —       | —       | —       | —          | —          | —          | —        | —        | —        | —           | —           | —           | —           | —           | —           | —           | —           | —             | —             | —             | 49             | —              | —              |

| 2008/2009 Итоги | 2008/2009 Итоги | Эстерсунд | Эстерсунд | Эстерсунд | Хохфильцен | Хохфильцен | Хохфильцен | Хохфильцен | Хохфильцен | Хохфильцен | Оберхоф | Оберхоф | Оберхоф | Рупольдинг | Рупольдинг | Рупольдинг | Антхольц | Антхольц | Антхольц | ЧМ Пхёнчхан | ЧМ Пхёнчхан | ЧМ Пхёнчхан | ЧМ Пхёнчхан | ЧМ Пхёнчхан | ЧМ Пхёнчхан | Уистлер | Уистлер | Уистлер | Тронхейм | Тронхейм | Тронхейм | Ханты-Мансийск | Ханты-Мансийск | Ханты-Мансийск |
| Очков           | Место           | Инд       | Спр       | Пр        | Спр        | Пр         | Эст        | Инд        | Спр        | Эст        | Эст     | Спр     | МС      | Эст        | Спр        | Пр         | Спр      | Пр       | МС       | Спр         | Пр          | Инд         | См          | МС          | Эст         | Инд     | Спр     | Эст     | Спр      | Пр       | МС       | Спр            | Пр             | МС             |
| 311             | 28              | 19        | 21        | 47        | 29         | 35         | —          | 70         | =30        | —          | —       | =10     | 10      | —          | 54         | 40         | 52       | 41       | —        | 24          | 17          | —           | —           | 24          | —           | 61      | 34      | 7       | 16       | 27       | 22       | 15             | 35             | 19             |

| 2007/2008 Итоги | 2007/2008 Итоги | Контиолахти | Контиолахти | Контиолахти | Хохфильцен | Хохфильцен | Хохфильцен | Поклюка | Поклюка | Поклюка | Оберхоф | Оберхоф | Оберхоф | Рупольдинг | Рупольдинг | Рупольдинг | Антхольц | Антхольц | Антхольц | ЧМ Эстерсунд | ЧМ Эстерсунд | ЧМ Эстерсунд | ЧМ Эстерсунд | ЧМ Эстерсунд | ЧМ Эстерсунд | Пхёнчхан | Пхёнчхан | Пхёнчхан | Ханты-Мансийск | Ханты-Мансийск | Ханты-Мансийск | Хольменколлен | Хольменколлен | Хольменколлен |
| Очков           | Место           | Инд         | Спр         | Пр          | Спр        | Пр         | Эст        | Инд     | Спр     | Эст     | Эст     | Спр     | МС      | Эст        | Спр        | Пр         | Спр      | Пр       | МС       | Спр          | Пр           | См           | Инд          | МС           | Эст          | Спр      | Пр       | См       | Спр            | Пр             | МС             | Спр           | Пр            | МС            |
| 307             | 20              | —           | 15          | 47          | 3          | 16         | —          | 53      | 23      | 1       | —       | 51      | 20      | —          | 41         | 49         | —        | —        | 16       | —            | —            | —            | —            | —            | —            | 11       | 12       | 4        | 3              | 3              | 16             | 19            | DNF           | 4             |

| 2006/2007 Итоги | 2006/2007 Итоги | Эстерсунд | Эстерсунд | Эстерсунд | Хохфильцен | Хохфильцен | Хохфильцен | Хохфильцен | Хохфильцен | Хохфильцен | Оберхоф | Оберхоф | Оберхоф | Рупольдинг | Рупольдинг | Рупольдинг | Поклюка | Поклюка | Поклюка | ЧМ Антхольц | ЧМ Антхольц | ЧМ Антхольц | ЧМ Антхольц | ЧМ Антхольц | ЧМ Антхольц | Лахти | Лахти | Лахти | Хольменколлен | Хольменколлен | Хольменколлен | Ханты-Мансийск | Ханты-Мансийск | Ханты-Мансийск |
| Очков           | Место           | Инд       | Спр       | Пр        | Спр        | Пр         | Эст        | Инд        | Спр        | Эст        | Эст     | Спр     | Пр      | Эст        | Спр        | МС         | Спр     | Пр      | МС      | Спр         | Пр          | Инд         | См          | Эст         | МС          | Инд   | Спр   | Пр    | Инд           | Спр           | МС            | Спр            | Пр             | МС             |
| 62              | 43              | 73        | 31        | 39        | 45         | 46         | —          | 30         | 80         | —          | —       | —       | —       | —          | —          | —          | —       | —       | —       | —           | —           | —           | —           | —           | —           | 35    | 35    | 22    | 27            | 26            | —             | 3              | 36             | —              |

| 2005/2006 Итоги | 2005/2006 Итоги | Эстерсунд | Эстерсунд | Эстерсунд | Хохфильцен | Хохфильцен | Хохфильцен | Осрблье | Осрблье | Осрблье | Оберхоф | Оберхоф | Оберхоф | Рупольдинг | Рупольдинг | Рупольдинг | Антхольц | Антхольц | Антхольц | ОИ Турин | ОИ Турин | ОИ Турин | ОИ Турин | ОИ Турин | Поклюка | Поклюка | Поклюка | Контиолахти | Контиолахти | Контиолахти | Хольменколлен | Хольменколлен | Хольменколлен |
| Очков           | Место           | Спр       | Пр        | Эст       | Инд        | Спр        | Эст        | Инд     | Спр     | Пр      | Эст     | Спр     | МС      | Эст        | Спр        | Пр         | Спр      | Пр       | МС       | Инд      | Спр      | Пр       | Эст      | МС       | Спр     | Пр      | См      | Спр         | Пр          | МС          | Спр           | Пр            | МС            |
| 57              | 52              | —         | —         | —         | —          | —          | —          | —       | —       | —       | —       | —       | —       | —          | 59         | 55         | 74       | —        | —        | —        | —        | —        | —        | —        | 49      | 41      | —       | 23          | 17          | —           | 10            | 22            | —             |

| 2004/2005 Итоги | 2004/2005 Итоги | Бейтостолен | Бейтостолен | Бейтостолен | Хольменколлен | Хольменколлен | Хольменколлен | Эстерсунд | Эстерсунд | Эстерсунд | Оберхоф | Оберхоф | Оберхоф | Рупольдинг | Рупольдинг | Рупольдинг | Антхольц | Антхольц | Антхольц | Чезана Сан-Сикарио | Чезана Сан-Сикарио | Чезана Сан-Сикарио | Поклюка | Поклюка | Поклюка | ЧМ Хохфильцен | ЧМ Хохфильцен | ЧМ Хохфильцен | ЧМ Хохфильцен | ЧМ Хохфильцен | Ханты-Мансийск | Ханты-Мансийск | Ханты-Мансийск | Ханты-Мансийск |
| Очков           | Место           | Спр         | Пр          | Эст         | Инд           | Спр           | Пр            | Спр       | Пр        | МС        | Эст     | Спр     | Пр      | Эст        | Спр        | Пр         | Инд      | Спр      | Пр       | Инд                | Спр                | Эст                | Спр     | Пр      | МС      | Спр           | Пр            | Инд           | Эст           | МС            | Спр            | Пр             | МС             | См             |
| 0               | —               | —           | —           | —           | —             | —             | —             | —         | —         | —         | —       | —       | —       | —          | —          | —          | —        | 46       | 49       | —                  | 33                 | —                  | —       | —       | —       | —             | —             | —             | —             | —             | —              | —              | —              | —              |

## Экипировка
- Марка винтовки — Anschutz;
- Марка лыж (длина) — Madshus (193).

## Тренеры
- Личный тренер — Кугаевский, Максим Владимирович.
- Первый тренер — Кугаевский, Максим Владимирович.